# Jens Munk Ø
Jens Munk Ø är en ö i Grönland (Kungariket Danmark).   Den ligger i kommunen Sermersooq, i den södra delen av Grönland. Arean är 501 kvadratkilometer.
Terrängen på Jens Munk Ø är kuperad. Öns högsta punkt är 799 meter över havet. Den sträcker sig 57,1 kilometer i nord-sydlig riktning, och 34,0 kilometer i öst-västlig riktning.
Polarklimat råder i trakten. Årsmedeltemperaturen i trakten är −9 °C. Den varmaste månaden är juli, då medeltemperaturen är −1 °C, och den kallaste är februari, med −14 °C.